# Ulf Hoffmann
Ulf Hoffmann (Neustrelitz, 8 de septiembre de 1961) es un gimnasta artístico alemán que, representando a Alemania Oriental, consiguió ser subcampeón olímpico en 1988 en la prueba del concurso por equipos.

## Carrera deportiva
En el Mundial de Montreal 1985 gana el bronce en el concurso por equipos, tras la Unión Soviética y China, siendo sus compañeros de equipo: Sylvio Kroll, Holger Behrendt, Jorg Hasse, Sven Tippelt y Holger Zeig.
En el Mundial de Róterdam 1987 consigue de nuevo el bronce en equipo (y de nuevo tras la Unión Soviética y China).
En los JJ. OO. de Seúl 1988 gana la plata en equipos, tras la Unión Soviética y por delante de Japón, siendo sus compañeros de equipo: Holger Behrendt, Ralf Büchner, Sylvio Kroll, Sven Tippelt y Andreas Wecker.